# 王嘉孝
王嘉孝（1500年—？），字體曾，河南開封府鈞州人，軍籍，明朝政治人物。

## 生平
嘉靖十九年（1540年）庚子科河南鄉試第七十六名舉人。嘉靖二十年（1541年）中式辛丑科會試第九十四名，登第三甲第一百六十一名進士。次年授兖州府推官，擢兵部主事，升郎中，出为襄陽府知府。

## 家族
曾祖王信，壽官；祖父王璋，知州；父王時庸，知縣。前母李氏；母李氏。永感下。弟嘉節。